# Phlogophora styx
Phlogophora styx là một loài bướm đêm trong họ Noctuidae.